# Carpe Tenebrum
A Carpe Tenebrum egy norvég black/death metal együttes volt. A Dimmu Borgir illetve a Kovenant gitárosának, Astennunak (Jamie Stinsonnak) a szóló projektje volt. Nagash (Stian Arnesen) is része volt a Carpe Tenebrum-nak. Három album jelent meg. A 2002-es albumuk után "eltűntek", nem tudni, manapság mi a helyzet a zenekarral. 1995-ben, míg más források szerint 1997-ben alakultak.
A név latinul a következőt jelenti: "Fogd meg a sötétséget" vagy "Szerezd meg a sötétséget", de a "Carpe Tenebrum" kifejezés helytelen; a helyes alak a következő: "carpe tenebras".

## Tagok
- Astennu - ének, gitár, basszusgitár, programozás, billentyűk

## Korábbi tagok
- Nagash - ének

## Diszkográfia
- Majestic Nothingness (1997)
- Mirrored Hate Painting (1999)
- Dreaded Chaotic Reign (2002)